# Baeospora
Baeospora Singer (pieniążniczka) – rodzaj grzybów z rzędu pieczarkowców (Agaricales).

## Systematyka i nazewnictwo
Pozycja w klasyfikacji: Incertae sedis, Agaricales, Agaricomycetidae, Agaricomycetes, Agaricomycotina, Basidiomycota, Fungi (według Index Fungorum).
Polską nazwę zaproponował Władysław Wojewoda w 2003 r.
Gatunki występujące w Polsce:
- Baeospora myosura (Fr.) Singer 1938 – pieniążniczka szyszkowa

Nazwa naukowa na podstawie Index Fungorum. Wykaz gatunków i nazwa polska według Władysława Wojewody.